# 布利尼库尔
布利尼库尔（法語：Blignicourt，法語發音：[bliɲikuʁ]）是法国奥布省的一个市镇，位于该省东北部，属于奥布河畔巴尔区。

## 地理
布利尼库尔（48°27'43"N, 4°31'55"E）面积4.27 平方千米，位于法国大東部大區奥布省，该省份为法国中北部省份，北起马恩省，西接塞纳-马恩省，西南至约讷省，东南至科多尔省，东临上马恩省。
与布利尼库尔接壤的市镇（或旧市镇、城区）包括：瓦尔河畔库尔塞勒、佩尔特莱布列讷、朗斯、罗奈洛皮塔勒、瓦朗蒂尼。

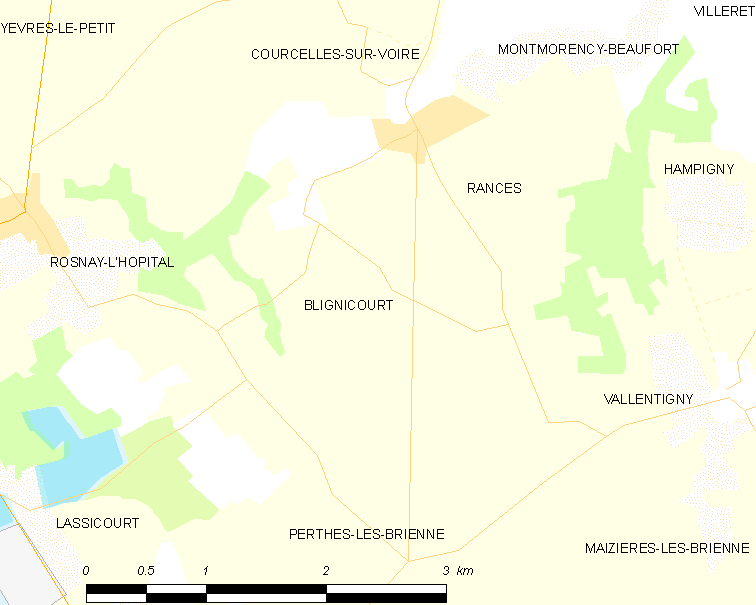
布利尼库尔的OSM定位图

布利尼库尔的时区为UTC+01:00、UTC+02:00（夏令时）。

## 行政
布利尼库尔的邮政编码为10500，INSEE市镇编码为10047。

## 政治
布利尼库尔所属的省级选区为布列讷堡县。

## 人口

1962-2008年间布利尼库尔人口变化图示

布利尼库尔于2022年1月1日时的人口数量为43人。